# بني راشد (صدينة)
بني راشد هو دُوَّار يقع بجماعة لولجة، إقليم تاونات، جهة فاس مكناس في المملكة المغربية. ينتمي الدوّار لمشيخة صدينة التي تضم 13 دوار. يقدر عدد سكانه بـ 453 نسمة حسب الإحصاء الرسمي للسكان والسكنى لسنة 2004.

## روابط خارجية
- البوابة الوطنية للجماعات الترابية نسخة محفوظة 12 مارس 2018 على موقع واي باك مشين.
- المندوبية السامية للتخطيط